# Devils Marbles
Devils Marbles är klippor i Australien. De ligger i territoriet Northern Territory, omkring 970 kilometer söder om territoriets huvudstad Darwin.
Trakten runt Devils Marbles är nära nog obefolkad, med mindre än två invånare per kvadratkilometer.. Det finns inga samhällen i närheten.
Omgivningarna runt Devils Marbles är i huvudsak ett öppet busklandskap. Genomsnittlig årsnederbörd är 361 millimeter. Den regnigaste månaden är januari, med i genomsnitt 78 mm nederbörd, och den torraste är augusti, med 1 mm nederbörd.